# Ієвлєва Людмила Григорівна
Людми́ла Григо́рівна Іє́влєва (* 1941) — радянська легкоатлетка-бігунка з бар'єрами. Чемпіонка СРСР.

## Життєпис
Народилась 1941 року в Дрогобичі. Жила в Тбілісі та представляла Грузинську РСР на радянських змаганнях.
Посіла 4 сходинку в бігу на 50 метрів з бар'єрами на Чемпіонаті Європи з легкої атлетики в приміщенні-1967. У фіналі Кубка Європи з легкої атлетики-1967 зайняла 4-те місце — дистанція 80 метрів.
Чемпіонка літньої Спартакіади народів СРСР-1967.
На Чемпіонаті СРСР з легкої атлетики-1968 здобула срібло — біг на 80 метрів з бар'єрами.
Змагалася на Літніх Олімпійських іграх-1968.
Переможниця Чемпіонату СРСР з легкої атлетики в приміщенні-1971 — 60 метрів з перешкодами.
На Чемпіонаті СРСР з легкої атлетики в приміщенні-1972 здобула бронзу — 60 метрів з перешкодами.
Завоювала бронзову медаль (50 метрів) на Чемпіонаті Європи з легкої атлетики в приміщенні-1968 — після представників НДР Карін Бальцер та Бербел Подесва.
На Чемпіонаті Європи в приміщенні-1971 дійшла до півфіналу.
Кращі результати:
- 80 метрів з перешкодами — 10,5 с (16 червня 1968, Рига)
- стрибок у довжину — 6,25 м (26 липня 1960, Харків)
- п'ятиборство — 4630 балів (30 квітня 1967, Тбілісі)